# Krauss-Maffei
Krauss-Maffei est une entreprise allemande issue de la fusion des entreprises J.A Maffei et Krauss et Co, qui donne naissance à la Krauss-Maffei. Elle fabrique à l'origine des locomotives pour étendre ensuite son activité aux machines-outil, à l'injection de matière plastique et aux véhicules militaires.

## Histoire

### J.A. Maffei

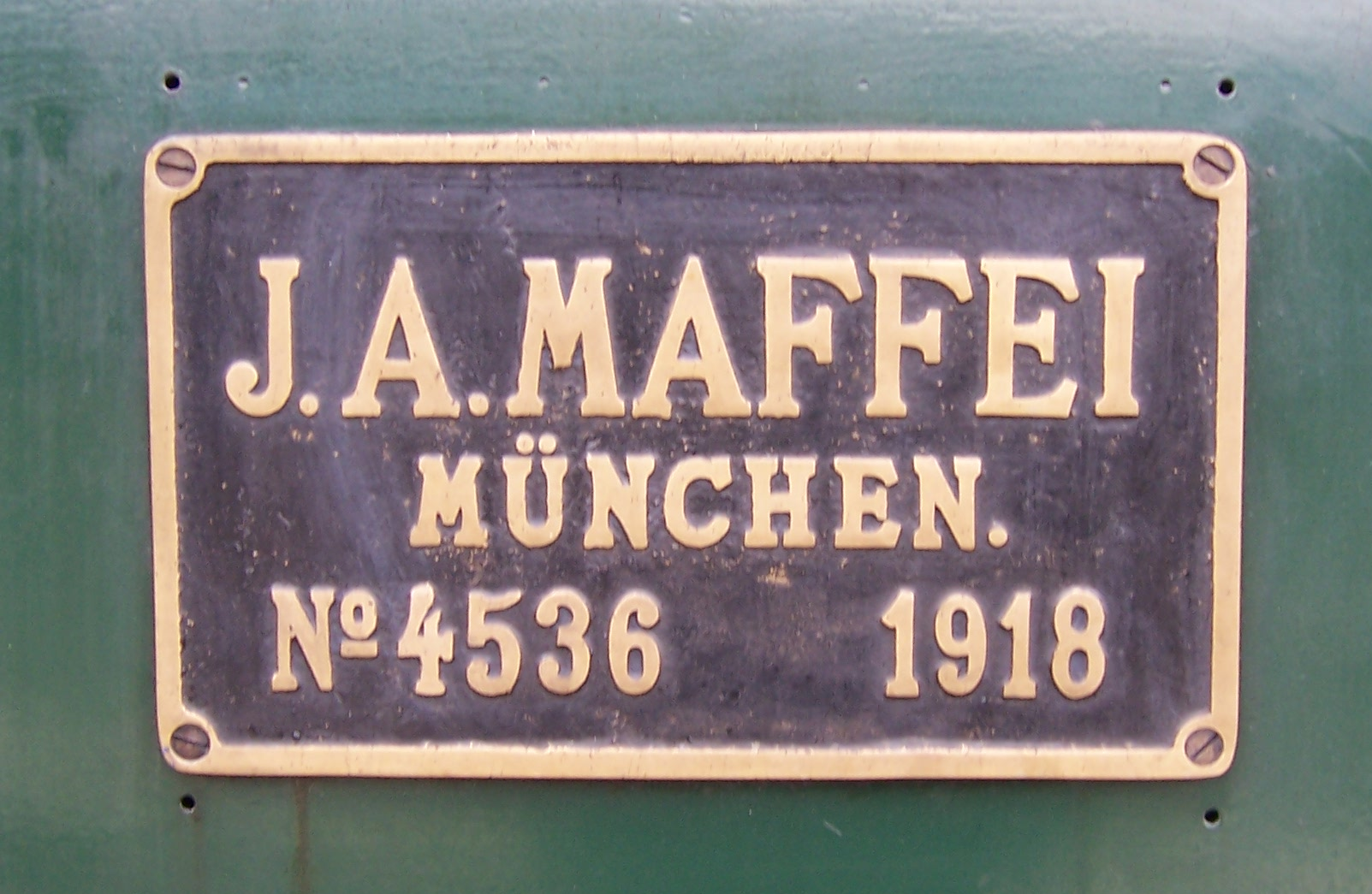
plaque de constructeur de Maffei.

Josef Anton von Maffei (1790-1870), un riche commerçant de Munich confiant dans l'avenir du chemin de fer, a fait construire une usine au lieu-dit Hirschau (intégré maintenant au Jardin Anglais à Munich). Il fit venir du Royaume-Uni des ingénieurs et acheta en 1838 une machine, pour produire d'après cet exemple, des locomotives à vapeur pour l'Allemagne, l'Asie et l'Europe.
La première copie, appelée La Munichoise, fut achevée en 1841. Par la suite, et jusqu'à la fusion en 1930, environ 5 500 locomotives à vapeur et locomotives électrique sortirent des chaînes de montage. Ces machines furent produites aussi bien pour la voie normale que pour la voie étroite.

### Krauss et Co.

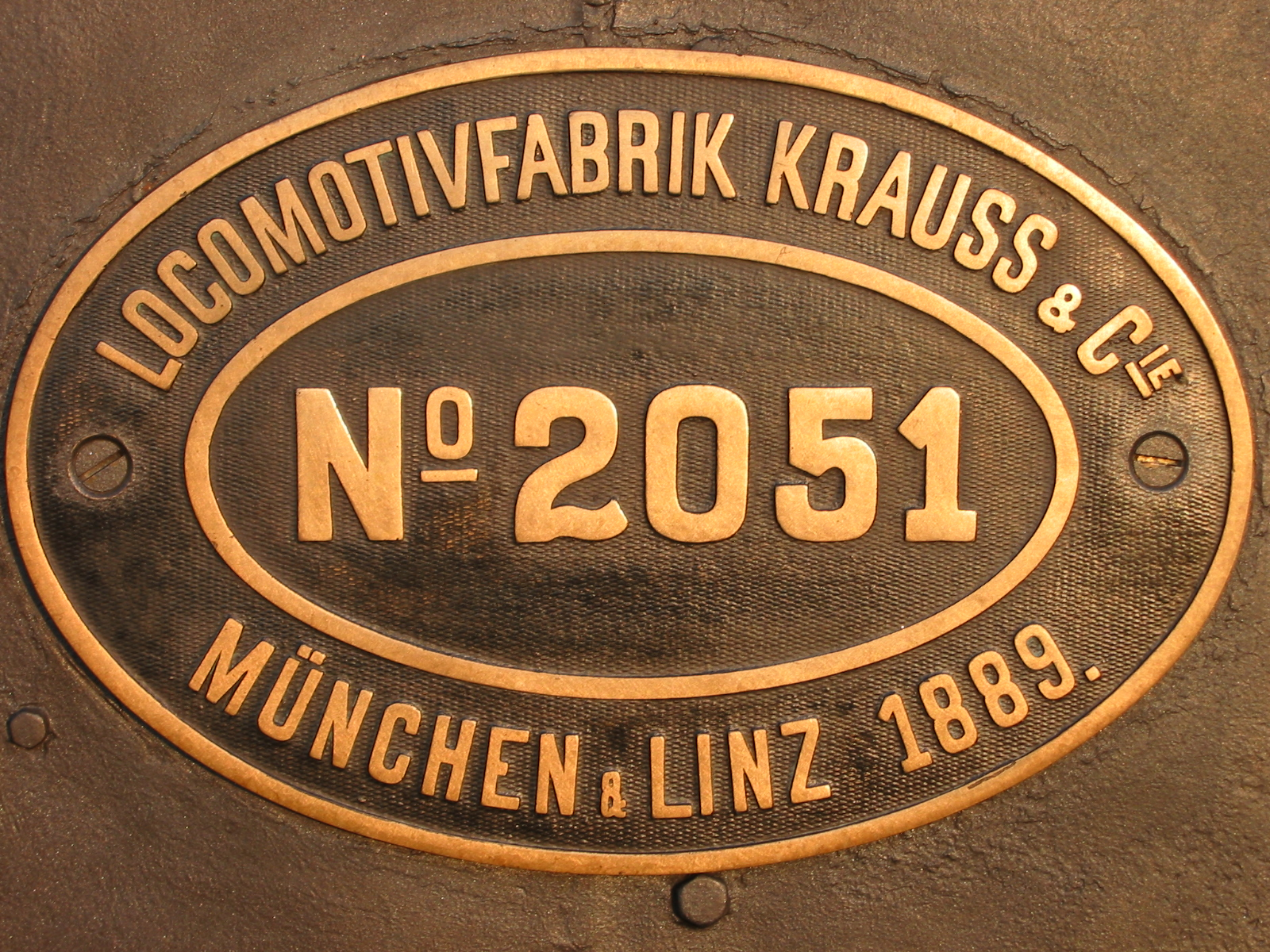
Plaque de locomotive construite par Krauss & Cie

Cette société fut créée par Georg Krauss d'Augsbourg (1826-1906). L'usine fut construite à côté de la gare de Munich.
Elle produisit des locomotives à vapeur pour les réseaux secondaires et pour les tramways avec une très forte demande. De fait en 1871 la centième locomotive est déjà livrée et, jusqu'au remplacement par des locomotives électrique, il y aura 300 machines fabriquées. Cependant, il y a très vite une demande pour des machines à voie normale de la part des chemins de fer du royaume de Bavière (K.Bay.Sts.B). De fait, l'usine devient rapidement trop petite et, n'ayant aucune possibilité d'agrandissement, il est décidé de construire deux usines : une à Linz sur le Danube et une à Munich-Sendling. Jusqu'à la fusion, 8 500 machines sont fabriquées.

### Fusion

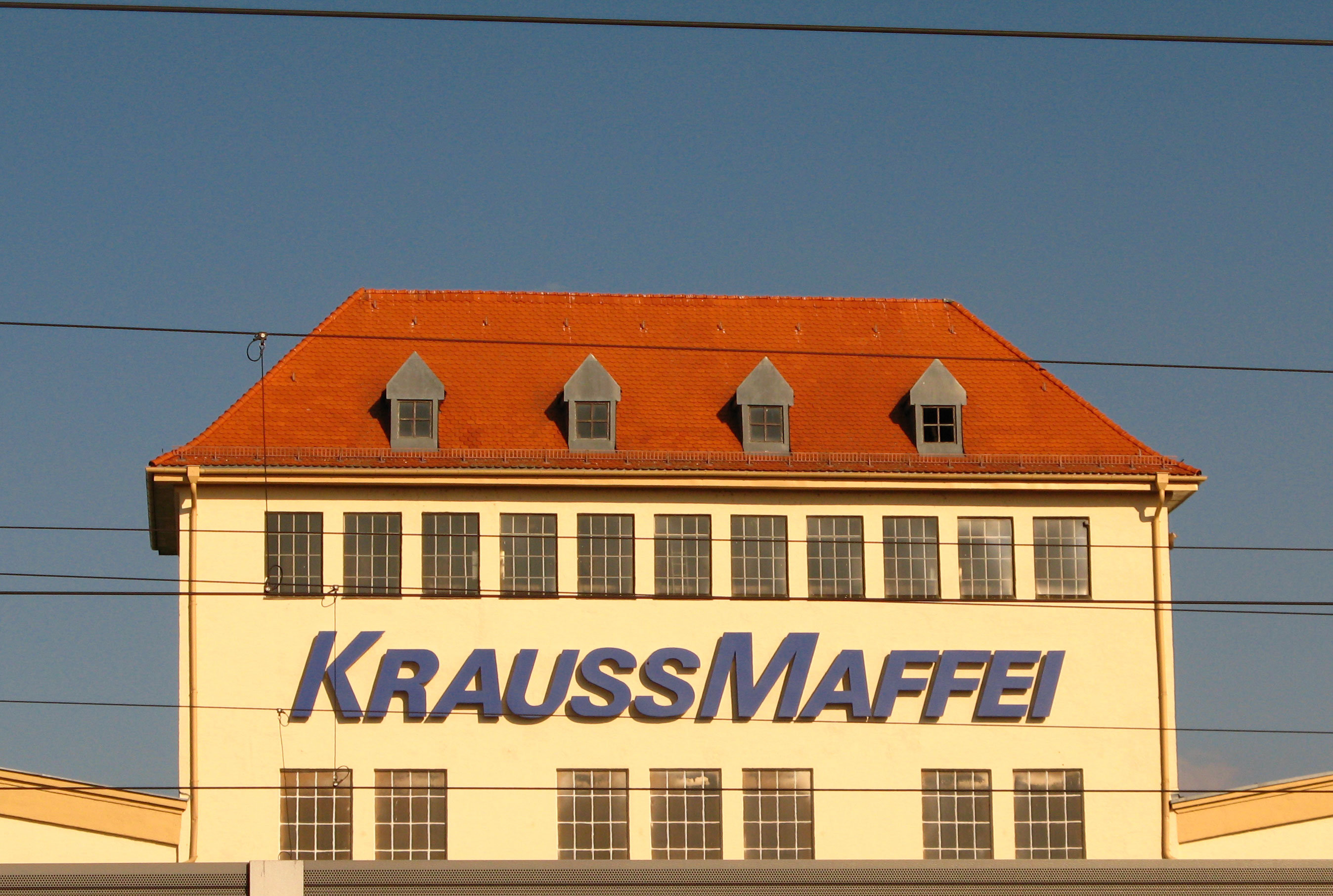
Les locaux de la Sté Krauss-Maffei vus depuis la gare de Munich-Allach.

Celle-ci, réalisée en 1931, déboucha sur la Locomotivfabrik Krauss et Co. AG-J.A. Maffei AG (Fabrique de locomotives Krauss et Co. AG-J.A. Maffei AG) qui deviendra Krauss-Maffei AG en 1940. En 1936 il sera construit une nouvelle usine ultra moderne à Munich-Allach.

### Depuis la Seconde Guerre mondiale
La production est vite orientée vers la production de masse pour la Seconde Guerre mondiale, que ce soit pour les locomotives, l'armement ou les véhicules. Au sortir de la Guerre, la fabrication de locomotives est interdite et il faut attendre la conversion vers les locomotives électriques modernes de la Deutsche Bahn pour qu'en 1950 il soit fait état de la livraison par la société de 600 machines.
La société a connu un essor important dans les années 1960-1970 avec le programme de chars moyens Leopard 1 et Leopard II.
Le groupe Krauss-Maffei est progressivement racheté par Mannesmann entre 1989 et 1996.

### Scission
En 1999, une écrasante majorité des bénéfices du groupe Mannesmann provient de sa division télécommunication. Il décide donc de se recentrer sur cette activité et ne garde en annexe que son activité historique dans les tubes sans soudure (qui sera ensuite absorbée par Salzgitter AG et Technip). 
Les anciennes divisions de KraussMaffei retrouvent leur indépendance :
- La branche spécialisée dans la machine d'extrusion plastique/caoutchouc (re)devient KraussMaffei Group.
- La branche spécialisée dans les véhicules terrestres militaires fusionne avec Wegmann pour devenir Krauss-Maffei Wegmann.
- Les activités ferroviaires sont rachetées par Siemens en 2001.

#### KraussMaffei Group
En 2009, KraussMaffei Group est pour l'essentiel un fabricant de machines-outil pour la production d'éléments en matière plastique. En septembre 2012, la société canadienne Onex Corporation acquiert KraussMaffei Group pour la somme de 718 millions $ CA.
En janvier 2016, ChemChina annonce l'acquisition de KraussMaffei Group, aidé par les fonds Guoxin International Investment et AGIC Capital, pour 925 millions d'euros.

#### Krauss-Maffei Wegmann
Krauss-Maffei Wegmann est un fabricant de nombreux matériels militaires. Elle est partenaire avec Rheinmetall sur plusieurs productions de véhicules militaires.
En juillet 2014, un processus de rapprochement est engagé entre Krauss-Maffei Wegmann (KMW) et Nexter, après plusieurs années de rumeurs sur le sujet. En juillet 2015, le processus de rapprochement entre Nexter et Krauss-Maffei Wegmann est officiellement annoncé, pour créer un nouvel ensemble de 6 000 employés et 1,7 milliard d'euros, contrôlé à 50 % par l'État français et à 50 % par la famille Bode-Wegmann,.

## Images

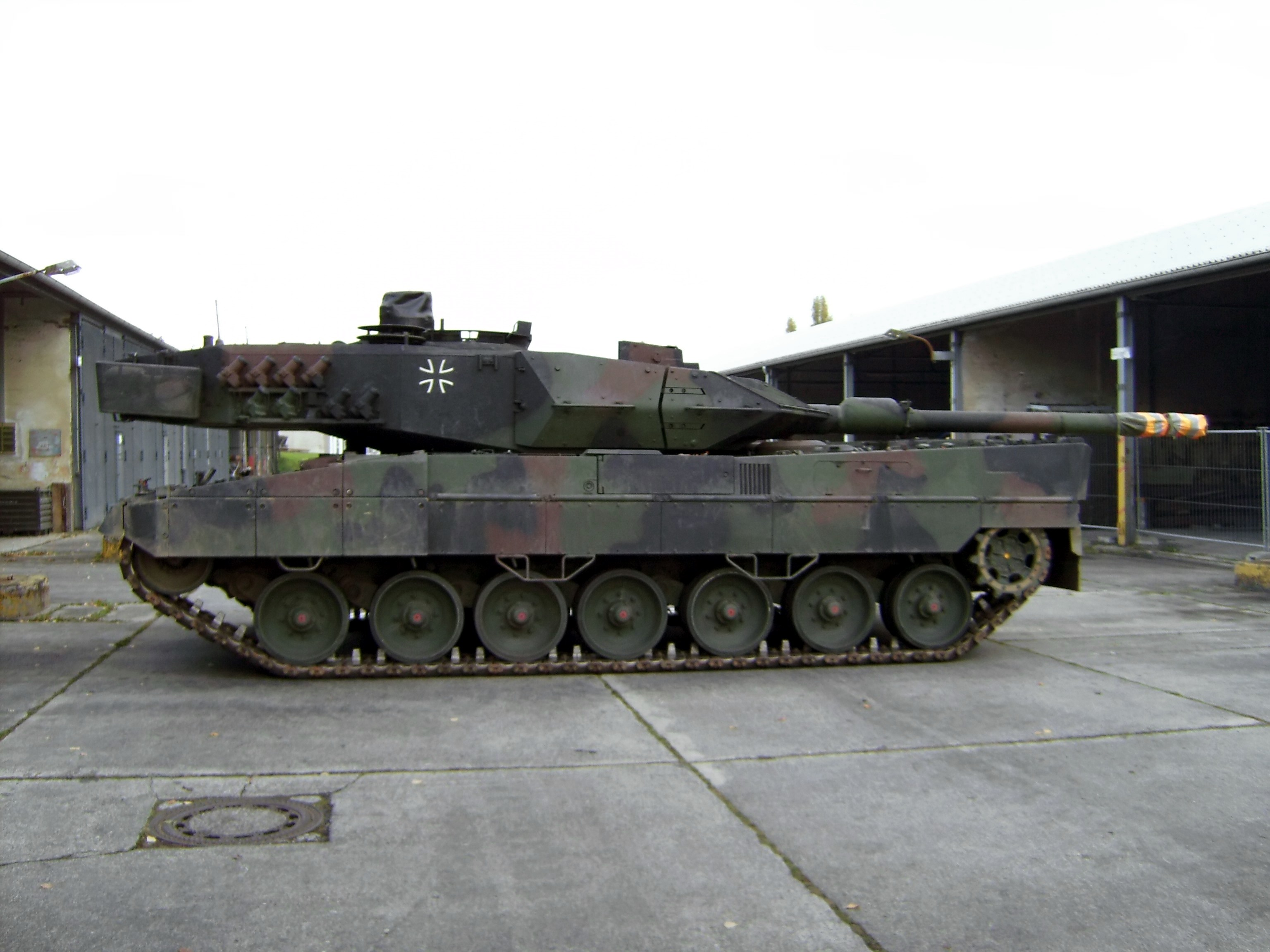
Leopard 2A6M
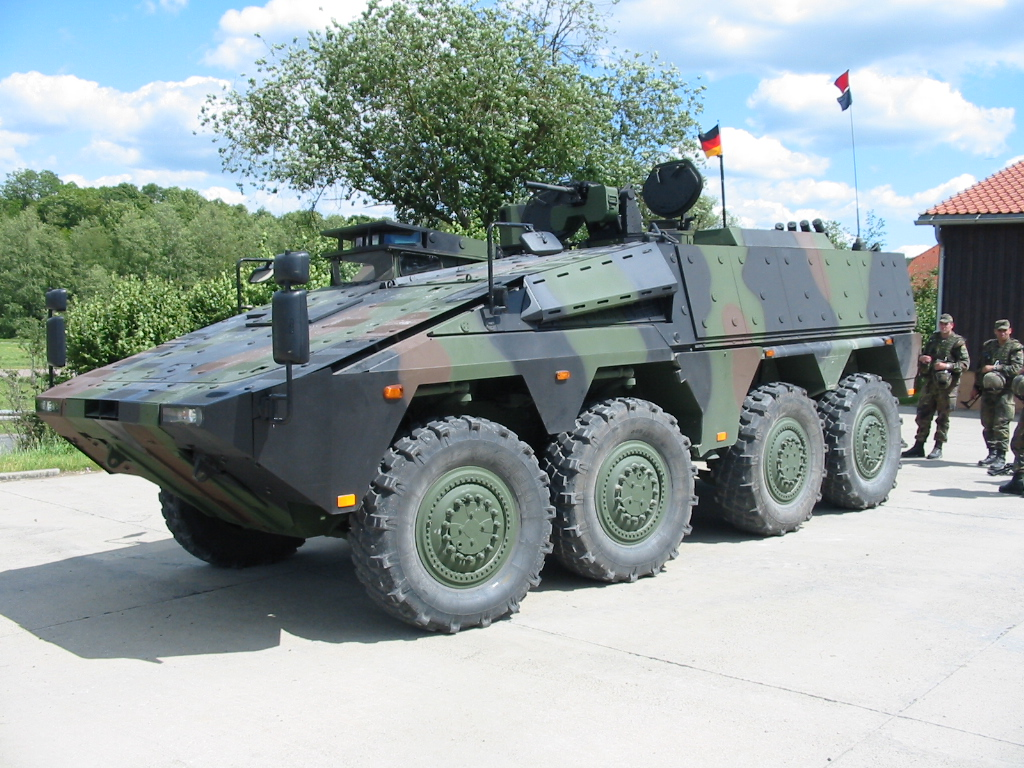
Boxer (Heer)
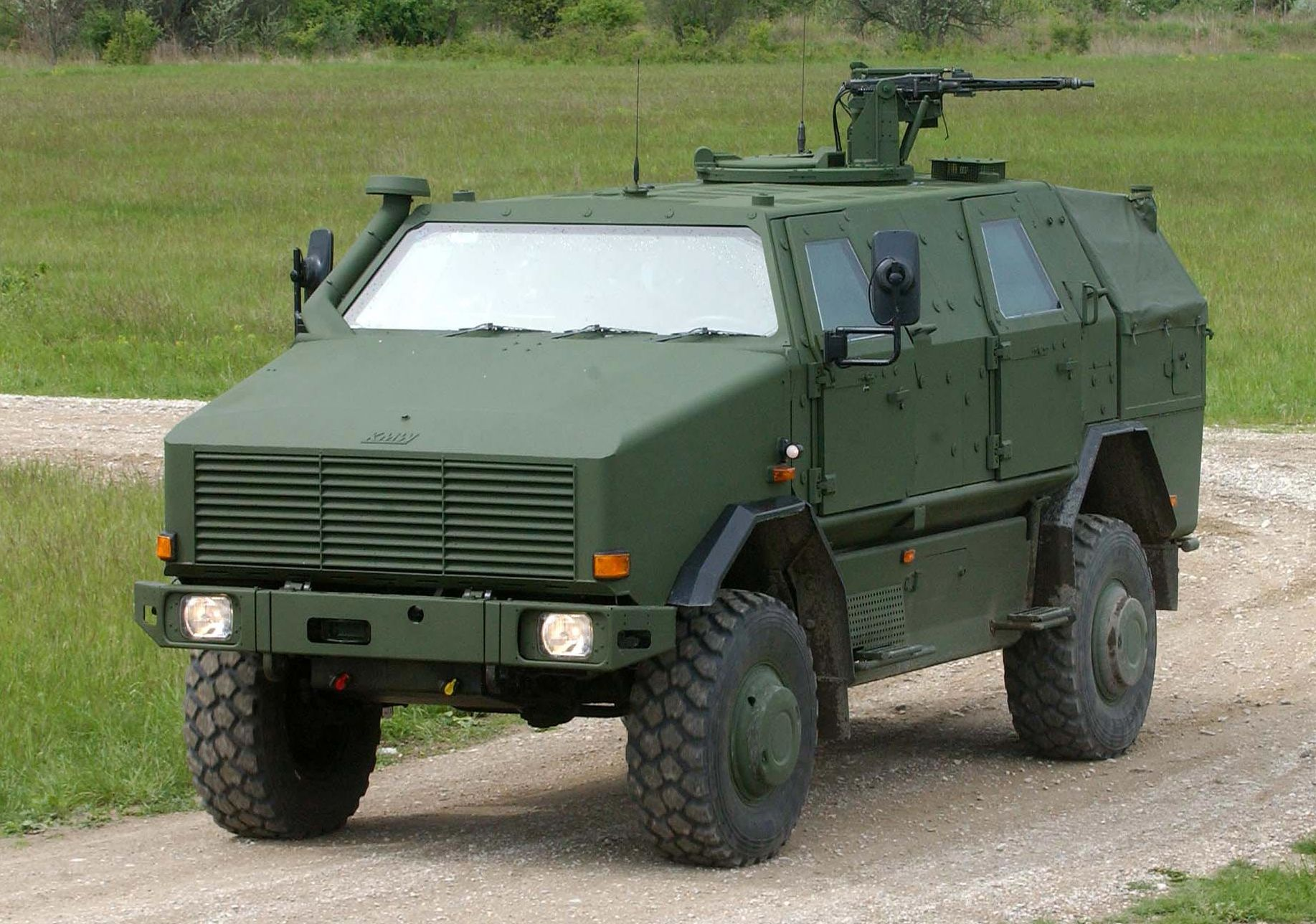
ATF Dingo 2
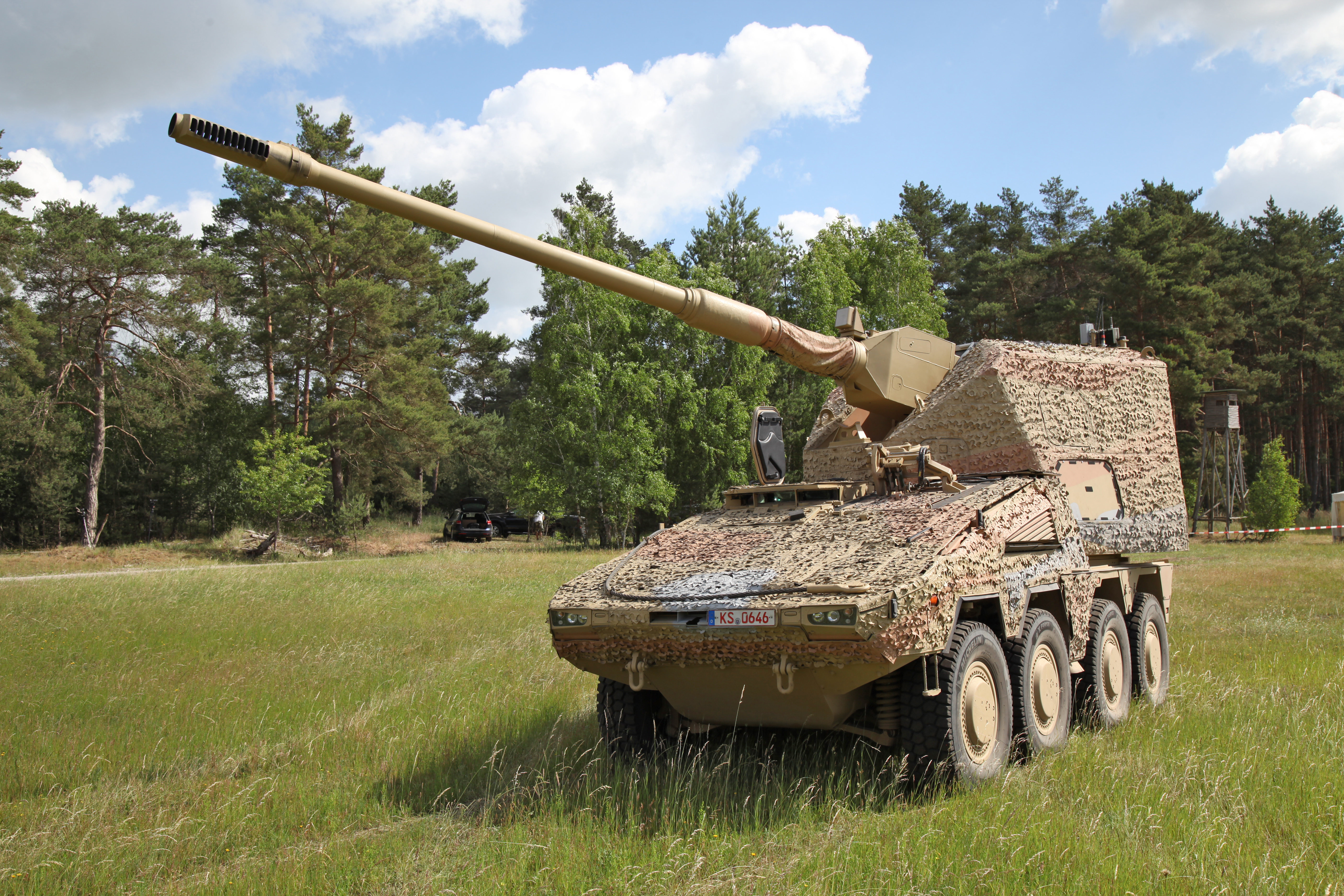
RCH-155
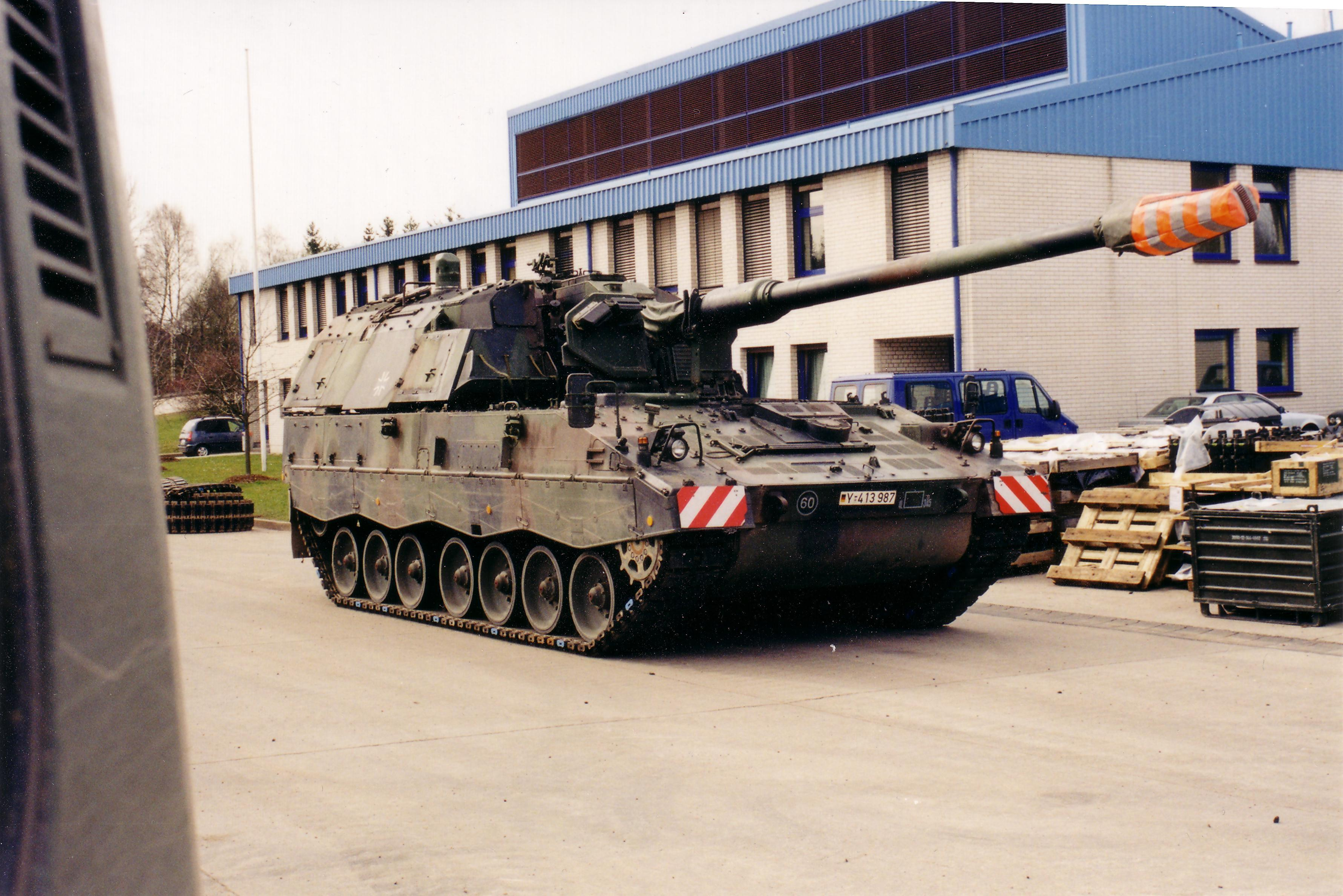
PzH 2000
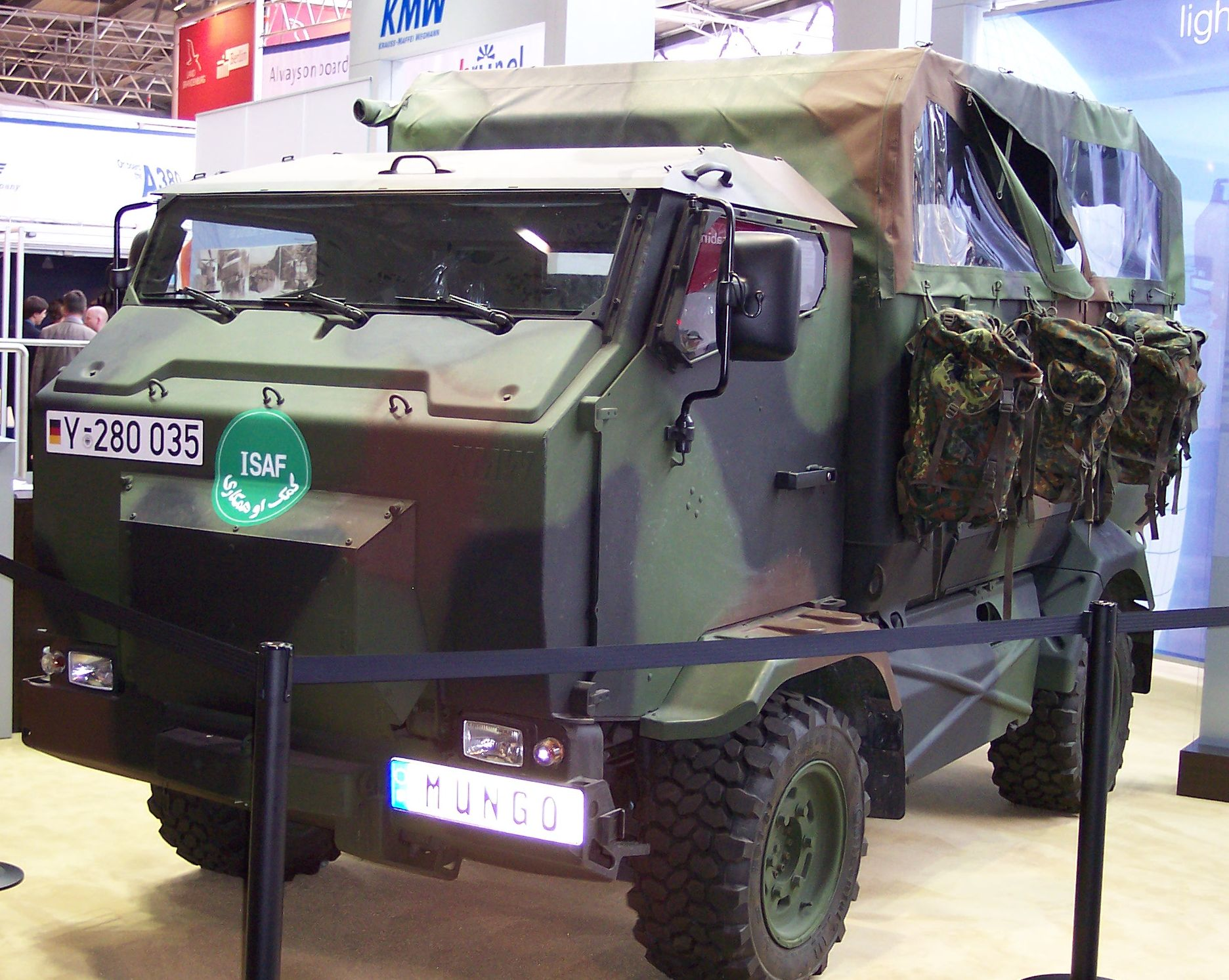
Mungo ESK (en)
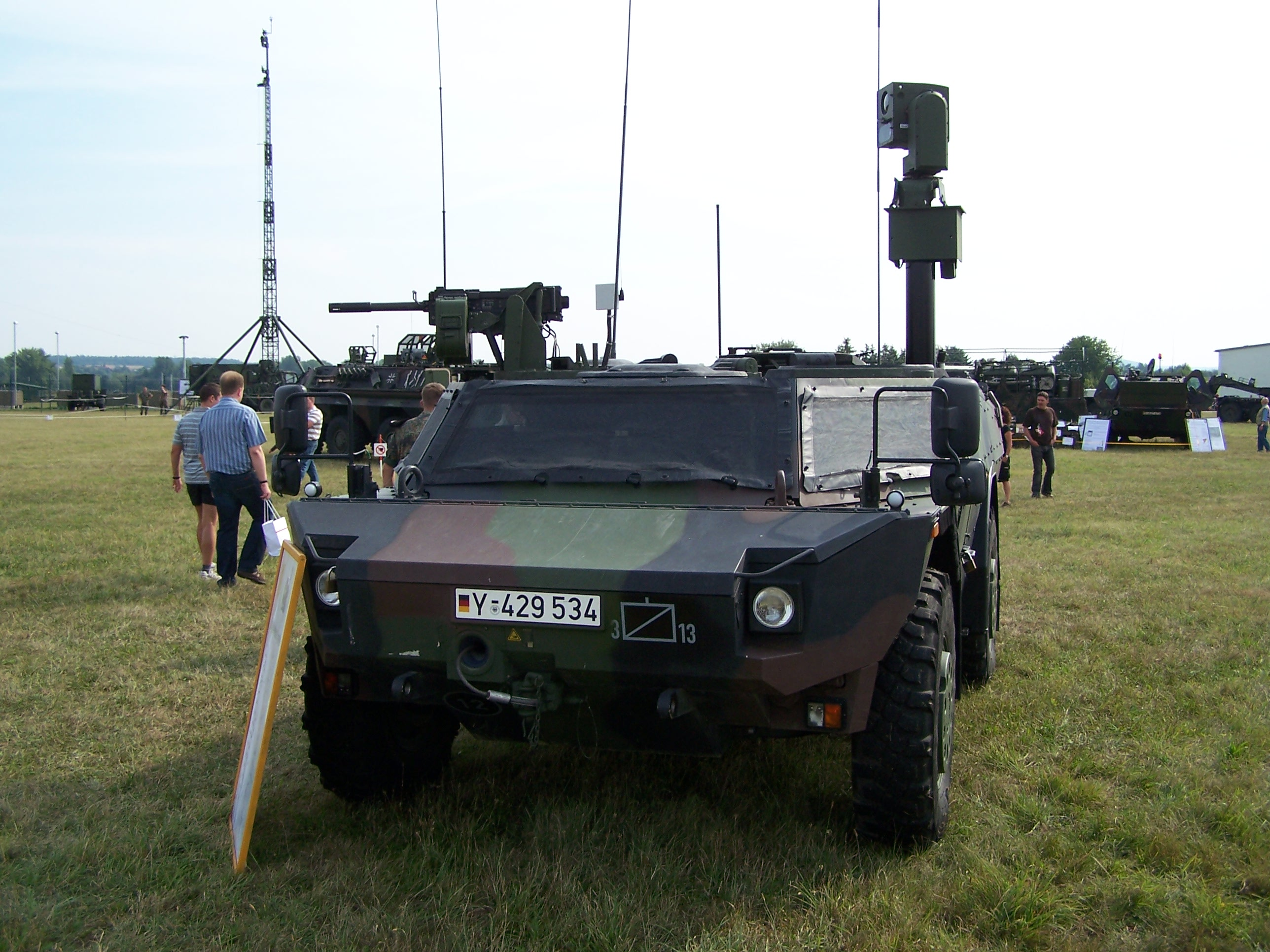
Fennek
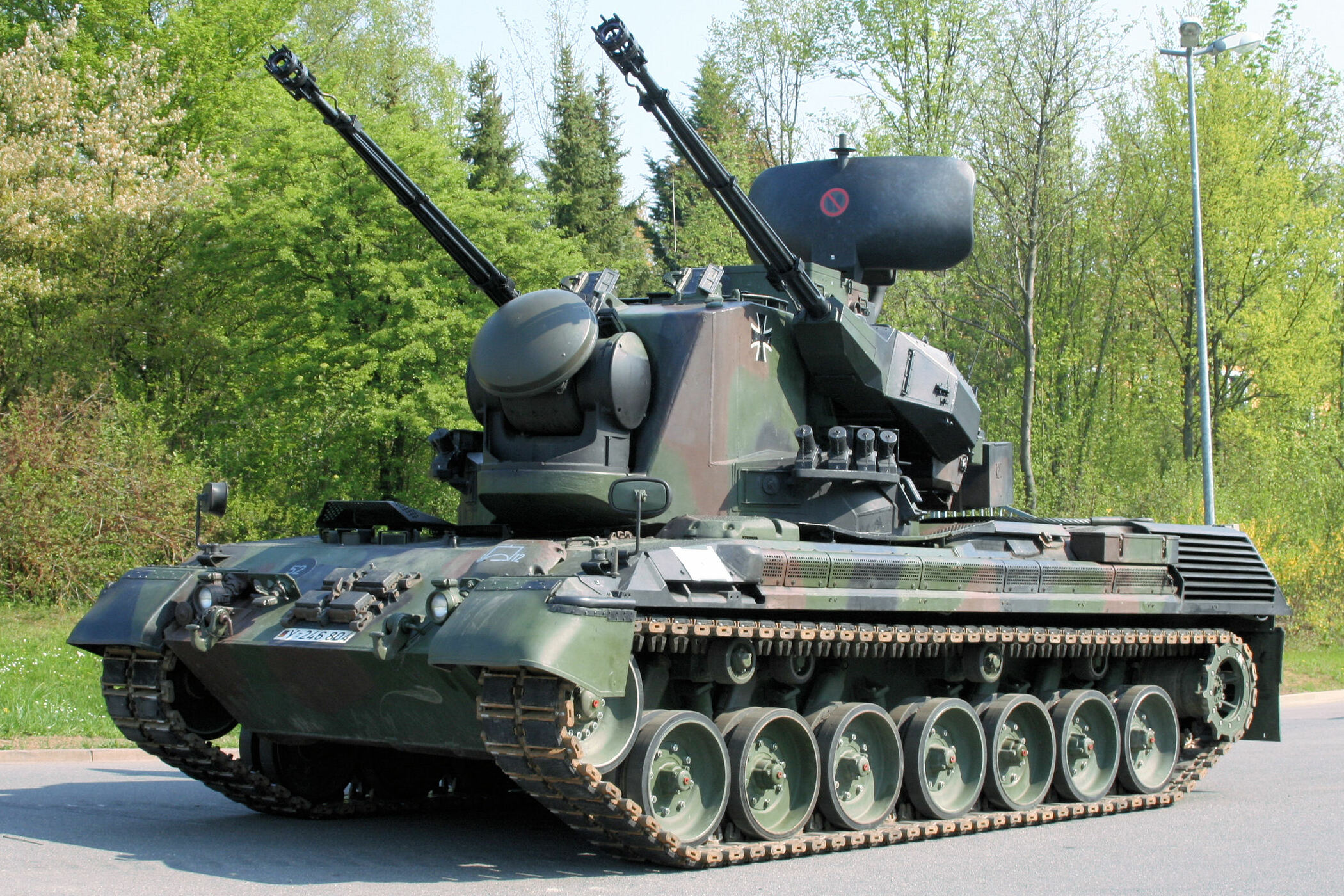
Blindé antiaérien Gepard